# Khoa học đất
Khoa học đất là môn khoa học chuyên nghiên cứu về đất, coi đối tượng nghiên cứu này như là một tài nguyên thiên nhiên trên bề mặt của Trái Đất, nghiên cứu khoa học đất bao gồm nghiên cứu sự hình thành, phân loại và xây dựng bản đồ đất; các thuộc tính vật lý, hóa học, sinh học, và độ phì nhiêu của đất; cũng như nghiên cứu các thuộc tính này trong mối liên hệ với việc sử dụng và quản lý đất đai,...
Đôi khi thuật ngữ này được nhắc tới như là các nhánh của khoa học đất, chẳng hạn như thổ nhưỡng học và sinh học thổ nhưỡng (môn khoa học nghiên cứu đất đai như môi trường sinh sống cho các loài thực vật và các sinh vật khác), chúng được sử dụng như là từ đồng nghĩa với khoa học đất. Sự đa dạng các tên gọi gắn với môn khoa học này có liên quan đến một loạt các khái niệm có mối liên quan. Thực vậy, các nhà kỹ nghệ, nông học, hóa học, địa chất, địa lý, sinh học, vi sinh học, lâm học, khảo cổ học cũng như các chuyên gia trong quy hoạch khu vực, tất cả đều đóng góp những kiến thức bổ sung về đất và làm cho ngành khoa học đất phát triển hơn nữa.
Vì sự hiểu biết về khoa học đất là quan trọng đối với áp dụng thực tế của một loạt những ngành khoa học khác nhau, nó là một điều không bất thường khi có thể tìm thấy các chuyên gia về đất trong các môn khoa học có liên quan. Các chuyên gia này đôi khi trong ngành của mình được nói đến như là những nhà khoa học về đất, làm cho người ta bối rối khi nói đến các nhà khoa học này. Để phân biệt họ với các chuyên gia khác trong lĩnh vực đất đai, các nhà khoa học chuyên nghiệp về đất tại Mỹ có thể lấy đăng ký và chứng chỉ chuyên nghiệp.

## Lịch sử khoa học đất

### Justus von Liebig
Những khái niệm sớm nhất về đất dựa trên tư tưởng phát triển bởi nhà hóa học người Đức, Justus von Liebig (1803 – 1873), cũng như các thay đổi và cô đọng bởi các nhà khoa học nông nghiệp đã làm trên các mẫu đất trong phòng thí nghiệm, nhà kính cũng như trên các cánh đồng nhỏ. Đất ít khi được khảo sát dưới độ sâu của lớp trồng trọt. Các nhà hóa học này đưa ra thuyết "bảng cân bằng" của dinh dưỡng cho thực vật. Đất được coi là một thùng chứa tĩnh (nhiều hay ít) của các chất dinh dưỡng cho cây cối—đất có thể sử dụng và thay thế. Khái niệm này vẫn còn giá trị khi áp dụng trong phạm vi của khoa học đất hiện đại, mặc dù quan niệm có ích của đất ẩn chứa sau các khái niệm lấy đi chất dinh dưỡng từ đất bởi cây trồng và sự trả lại của chúng trong các dạng phân bón hữu cơ, vôi và phân bón hóa học.
Các nhà địa chất học đầu tiên nói chung chấp nhận thuyết bảng cân bằng về độ màu mỡ của đất và áp dụng chúng trong phạm vi chuyên ngành của họ. Họ mô tả đất như là các loại đá đã bị phân hủy — granit, sa thạch, sét tảng v.v. Tuy nhiên, họ đã đi xa hơn và mô tả bằng cách nào các quá trình phong hóa đã biến đổi các vật liệu này và các quá trình địa chất đã hình thành ra các dạng đất như thế nào, chẳng hạn như các loại đất băng tích, bồi tích, hoàng thổ và thềm đại dương. Chuyên khảo năm 1891 của nhà địa chất N. S. Shaler (1841 – 1906) về nguồn gốc và bản chất tự nhiên của đất đã tổng quát hóa các khái niệm địa chất về đất ở thời điểm cuối thế kỷ 19.
Những công việc lập bản đồ địa hình đất đai đầu tiên đã ra đời để giúp nông dân xác định đất đai phù hợp với các loại hình quản lý khác nhau và để giúp họ xác định loại cây trồng nào cũng như việc quản lý đất đai nào phù hợp nhất với các loại hình đất cụ thể trong trang trại của họ. Rất nhiều người làm công việc này đầu tiên là các nhà địa chất bởi vì chỉ có các nhà địa chất là có khả năng chuyên môn trong việc áp dụng các phương thức cần thiết và trong tương quan khoa học phù hợp với việc nghiên cứu đất. Họ cho rằng đất chủ yếu là sản phẩm của các quá trình phong hóa trong sự hình thành địa chất, được xác định bởi các thù hình đất và các thành phần đá. Phần lớn các bản đồ địa hình phát hành trước năm 1910 đã chịu ảnh hưởng lớn của các khái niệm này. Những bản đồ xuất bản từ năm 1910 đến năm 1920 dần dần bổ sung thêm các sự cô đọng lớn và thừa nhận nhiều đặc trưng của đất nhưng vẫn giữ nền tảng của các khái niệm địa chất.
Thuyết bảng cân bằng trong dinh dưỡng của thực vật đã thống trị trong các phòng thí nghiệm và khái niệm địa chất thống trị các lĩnh vực nghiên cứu. Cả hai cách tiếp cận đã được giảng dạy trong nhiều khóa học cho đến tận cuối những năm 1920. Mặc dù các khái niệm nói chung là có ích hơn và rộng rãi hơn về đất đã được phát triển bởi một số nhà khoa học về đất, đặc biệt là E.W. Hilgard (1833 – 1916) và G.N. Coffey (George Nelson Coffey) tại Mỹ cũng như các nhà khoa học về đất khác ở Nga, nhưng các dữ liệu cần thiết để tạo ra những khái niệm rộng lớn hơn này đã đến từ các công trình nghiên cứu về địa hình đất đai.

### V.V.Dokuchaev
Các nền tảng khoa học của khoa học đất như là một khoa học tự nhiên đã được thiết lập bởi các công trình cổ điển của Dokuchaev. Trước đây, đất được coi là sản phẩm của sự chuyển hóa hóa lý của đá, mà thực vật rút ra được các khoáng chất dinh dưỡng từ những chất nền của chúng. Đất và đá trên thực tế là ngang hàng nhau.
Dokuchaev cho rằng đất như là một thực thể tự nhiên có nguồn gốc và lịch sử phát triển riêng, là thực thể với những quá trình phức tạp và đa dạng diễn ra trong nó. Đất được coi là khác biệt với đá. Đá trở thành đất dưới ảnh hưởng của một loạt các yếu tố tạo thành đất như khí hậu, cây cỏ, khu vực, địa hình và tuổi. Theo ông, đất có thể được gọi là các tầng trên nhất của đá không phụ thuộc vào dạng; chúng bị thay đổi một cách tự nhiên bởi các tác động phổ biến của nước, không khí và một loạt các dạng hình của các sinh vật sống hay chết.
Nguồn: Krasil'nikov, N.A. (1958) Vi sinh vật đất và các thực vật bậc cao hơn.  Lưu trữ ngày 9 tháng 2 năm 2014 tại Wayback Machine
Bắt đầu từ năm 1870, trường phái Nga về khoa học đất dưới sự lãnh đạo của V.V.Dokuchaev (1846 – 1903) và N.M. Sibirtsev (1860 – 1900) đã phát triển khái niệm mới về đất. Những nhà nghiên cứu Nga coi đất như là một thực thể tự nhiên độc lập, mỗi loại có thuộc tính duy nhất được tạo ra bởi tổ hợp duy nhất của khí hậu, các vật chất sống, nguyên liệu gốc, địa hình và thời gian. Họ giả thiết rằng các thuộc tính của mỗi loại đất phản ánh các hiệu ứng tổ hợp của một tập hợp cụ thể các yếu tố phát sinh có trách nhiệm trong việc hình thành đất. Hans Jenny sau đó nhấn mạnh sự liên quan về chức năng của các thuộc tính của đất và sự hình thành đất. Các kết quả của công trình này đã được người Mỹ biết đến thông qua lần xuất bản năm 1914 cuốn sách của K.D.Glinka bằng tiếng Đức và đặc biệt là thông qua bản dịch tiếng Anh của C.F.Marbut năm 1927.
Các khái niệm của người Nga là một cuộc cách mạng. Các thuộc tính của đất về tổng thể không còn dựa trên các điều suy diễn từ bản chất tự nhiên của đá hay từ khí hậu hoặc các yếu tố môi trường khác khi xem xét một cách độc lập hay tổng thể; mà nó là của bản thân đất một cách trực tiếp, sự biểu đạt tổng thể của các yếu tố này có thể xem xét trong hình thái học của đất. Khái niệm này bắt buộc rằng mọi thuộc tính của đất phải xem xét một cách tổng thể trong giới hạn của một thực thể tự nhiên độc lập hoàn toàn. Nói ngắn gọn thì điều này đã làm cho khoa học đất trở thành hiện thực.
Sự hưởng ứng ban đầu đối với khái niệm mới và sự ra đời của một ngành mới trong khoa học đất đã làm cho một số người cho rằng việc nghiên cứu đất có thể tiến hành mà không cần có sự liên hệ với các khái niệm cũ có nguồn gốc từ địa chất học và nông hóa. Nhưng điều ngược lại mới là sự thật. Bên cạnh việc thiết lập các nền tảng mới cho khoa học đất với những nguyên lý cơ bản của nó, khái niệm mới đã làm cho các ngành khoa học khác thậm chí trở thành có ích hơn. Hình thái học đất cung cấp một nền tảng vững chắc trên đó người ta có thể nhóm các kết quả quan trắc, thực nghiệm và các kinh nghiệm thực tế cũng như để phát triển các nguyên lý tổng quát để có thể dự báo trước các tính chất của các loại đất.

### C.F.Marbut
Dưới sự lãnh đạo của Marbut, khái niệm của người Nga đã được mở rộng ra và làm thích ứng với các điều kiện tại Mỹ. Khái niệm này nhấn mạnh các mặt cắt thiết diện đất riêng biệt nhằm hạ thấp tầm quan trọng của các đặc trưng bên ngoài của đất và địa chất bề mặt. Bằng cách nhấn mạnh thiết diện của đất, các nhà khoa học về đất ban đầu có xu hướng không chú ý tới biến thiên tự nhiên của các loại đất mà nó có thể chỉ là một sự kiện thực tế trong phạm vi một khu vực nhỏ. Không chú ý tới sự biến thiên của đất đã làm giảm nghiêm trọng giá trị của các loại bản đồ mà trong đó chỉ ra khu vực của từng loại đất.
Ngoài ra, sự nhấn mạnh ban đầu về các thiết diện nguồn gốc đất đã lớn đến mức cho rằng các vật chất không có trong mặt cắt thiết diện nguồn gốc (chẳng hạn như các bồi tích (alluvium) gần thời gian đó) đã không được coi là đất. Sự phân biệt rõ ràng đã được đưa ra giữa đá phong hóa và sự hình thành đất. Mặc dù sự phân biệt giữa các tập hợp các tiến trình này là có ích trong một số mục đích nhưng đá và các khoáng chất phong hóa và sự hình thành đất nói chung là không phân biệt được.
Khái niệm về đất đã dần dần được mở rộng trong những năm sau thời kỳ 1930, chủ yếu thông qua sự hợp nhất và cân bằng. Sự nhấn mạnh chính là nhằm vào mặt cắt thiết diện đất. Sau năm 1930, các nghiên cứu hình thái học đã mở rộng từ các hố đơn thành các rãnh dài hay một loạt các hố trong khu vực có loại đất này. Hình thái học của đất thành ra được mô tả bởi một dãy các thuộc tính có độ lệch từ khái niệm trung tâm thay vì bởi một thiết diện "điển hình" đơn giản. Sự phát triển của các kỹ thuật dành cho các nghiên cứu khoáng chất học của đất sét cũng nhấn mạnh sự cần thiết của các nghiên cứu trong phòng thí nghiệm.
Marbut nhấn mạnh rằng sự phân loại đất phải dựa trên hình thái học thay vì dựa trên các học thuyết về nguồn gốc đất, bởi vì các học thuyết là phù du và thay đổi. Ông có lẽ đã đánh giá quá cao điểm này để bỏ qua những nghiên cứu của những người khác khi họ cho rằng đất đai có những đặc trưng nào đó mà không cần thiết phải khảo sát đất. Marbut cố gắng làm rõ rằng việc khảo sát đất đai tự nó là chủ yếu trong phát triển hệ thống phân loại đất và trong việc tạo ra các bản đồ đất đai có ích. Mặc dù vậy, công trình của Marbut biểu lộ những hiểu biết cá nhân của ông về những đóng góp của địa chất học đối với khoa học đất. Sự phân loại đất năm 1935 của ông phụ thuộc nhiều vào khái niệm "đất bình thường", sản phẩm của sự cân bằng trong khu vực ở đó sự xói mòn theo thời gian giữ được tốc độ tiến triển của sự hình thành đất.
Sự phân loại và mở rộng các khái niệm của khoa học đất cũng làm nảy sinh sự nhấn mạnh tăng lên trên các bản đồ đất đai chi tiết. Các khái niệm thay đổi với sự nhấn mạnh tăng lên trên các loại cây trồng dự báo là sinh lợi đối với mỗi loại đất được chỉ ra trên bản đồ. Rất nhiều mô tả cũ hơn của các loại đất đã không được định lượng đầy đủ và các đơn vị phân loại cũng quá hỗn tạp để có thể thu được lợi ích và quản lý các dự báo cần thiết để lập kế hoạch quản lý của từng trang trại cá nhân hay các cánh đồng.
Trong những năm thập niên 1930, sự hình thành của đất đã được giải thích theo thuật ngữ của các tiến trình được hiểu rất lỏng lẻo, chẳng hạn như "podzol hóa", "đá ong hóa" và "vôi hóa". Các tiến trình này được cho là các tiến trình duy nhất có trách nhiệm đối với các thuộc tính phổ biến được quan sát của đất đai trong khu vực.

### Hans Jenny
Năm 1941, Factors of Soil Formation (Các yếu tố hình thành đất) của Hans Jenny (1899 – 1992), một hệ thống của thổ nhưỡng học định lượng, đã tổng quát hóa một cách súc tích và minh họa rất nhiều nguyên lý cơ bản của khoa học đất hiện đại cho tới ngày đó. Từ năm 1940, thời gian được coi là có tầm quan trọng lớn hơn cả trong số các yếu tố hình thành đất, và các nghiên cứu hình thái địa chất học đã trở thành quan trọng trong việc xác định thời gian mà các nguyên liệu ban đầu ở một khu vực bất kỳ là chủ thể của các tiến trình hình thành đất. Trong khi ấy, những tiến bộ trong hóa học đất, vật lý học đất, khoáng chất học đất và sinh học đất cũng như trong các khoa học cơ bản nằm dưới chúng đã bổ sung các công cụ mới để nghiên cứu sự hình thành đất. Kết quả là sự hình thành của đất đã được xem xét như là tổ hợp của nhiều tiến trình vật lý, hóa học, sinh học có liên quan với nhau. Các tiến trình này là chủ thể để nghiên cứu định lượng trong vật lý đất, hóa học đất, sinh học đất, khoáng chất học đất. Sự định hướng chú ý cũng chuyển từ nghiên cứu các thuộc tính tổng thể nói chung của đất đai sang các chi tiết cùng biến đổi của các bộ phận riêng rẽ, bao gồm cả các quan hệ bản chất đối với bản chất.

### Guy Smith
Trong cả hai phân loại của Marbut và phân loại năm 1938 của Bộ Nông nghiệp Mỹ, các lớp đã được mô tả chủ yếu theo các thuật ngữ định tính. Các lớp không được định nghĩa một cách định lượng để có thể cho phép các ứng dụng của các nhà khoa học khác nhau phù hợp với hệ thống. Chưa có một hệ thống nào liên kết rõ ràng các lớp của các phạm trù cao hơn thành các loại đất và các phân nhóm của chúng để sử dụng trong các bản đồ đất đai ở Mỹ. Cả hai hệ thống phản ánh các khái niệm và học thuyết về nguồn gốc đất của thời gian đó, tự chúng chủ yếu là định tính trong các đặc trưng. Phiên bản sửa đổi năm 1949 của hệ thống năm 1938 đã sửa chữa một số thiếu hụt nhưng cũng phản ánh sự cần thiết đánh giá lại các khái niệm và nguyên lý. Hơn 15 năm các công trình dưới sự chỉ đạo của Guy Smith cuối cùng đã cho ra một hệ thống phân loại đất mới. Nó trở thành hệ thống phân loại chính thức của National Cooperative Soil Survey của Mỹ năm 1965 và đã được xuất bản năm 1975 như là Hệ thống phân loại đất: Một hệ thống cơ bản của phân loại đất để tạo và diễn giải các bản đồ địa hình đất đai. Hệ thống của Smith đã được Mỹ và nhiều quốc gia khác chấp nhận làm hệ thống phân loại đất chính thức.
Một yếu tố khác cũng có ảnh hưởng lớn đến các bản đồ địa hình đất đai, đặc biệt trong những năm 1960. Trước năm 1950, ứng dụng chủ yếu của các loại bản đồ này là dành cho nông nghiệp, chăn nuôi và lâm nghiệp. Các ứng dụng để làm đường giao thông đã được thừa nhận ở một số bang sớm nhất là vào những năm cuối thập niên 1920, và các diễn giải về đất đã có trong sổ tay tra cứu của nhiều kỹ sư cầu đường ở một số bang trong những năm thập niên 1930 và 1940. Ngoài ra, sự thay đổi trong các bản đồ địa hình trong giai đoạn này chủ yếu là để phục vụ cho nhu cầu của nông nghiệp, chăn nuôi và lâm nghiệp. Trong những năm 1950 và 1960 các sử dụng bản đồ địa hình cho các mục đích phi nông nghiệp đã tăng lên nhanh chóng. Điều này tạo ra nhu cầu lớn trong thông tin về các hiệu ứng của đất trong các ứng dụng phi nông nghiệp này.
Nguồn: Soil Survey Staff (1993) Soil Survey Manual USDA Handbook 18 Lưu trữ ngày 7 tháng 2 năm 2007 tại Wayback Machine

## Thực tiễn của khoa học đất
Một cách kinh điển thì các nhà khoa học về đất có xu hướng chuyên môn hóa trong một trong năm lĩnh vực chuyên ngành: vi sinh học, thổ nhưỡng học, edaphology??, vật lý học hay hóa học. Các sự phân biệt giữa các nhánh này của khoa học đất thông thường bị nhòe đi trong quá trình thực hành. Các chuyên gia khoa học đất nói chung hiện nay tiến hành các nghiên cứu về hóa học đất, vật lý học đất, vi sinh học đất, thổ nhưỡng học và áp dụng khoa học đất trong các nhánh liên quan.
Một cố gắng đáng chú ý diễn ra trong giới các nhà khoa học đất tại Mỹ vào năm 2004 là Soil Quality Initiative (Sáng kiến chất lượng đất). Vấn đề trung tâm của nó là phát triển các chỉ số về sức khỏe của đất đai và sau đó giám sát chúng trong vai trò như là người quản lý của hành tinh này theo cách thức có thể đem lại cho con người sự nuôi dưỡng dài hạn. Sự cố gắng này bao gồm các kiến thức về các chức năng của các lớp vỏ vi sinh học của đất và khai thác các tiềm năng để cô lập cacbon trong khí quyển thành các chất hữu cơ trong đất.
Vai trò truyền thống hơn của các nhà khoa học về đất là lập bản đồ đất đai. Phần lớn các khu vực tại Mỹ hiện nay đã được lập bản đồ địa hình đất đai, trong đó bao gồm các bảng diễn giải, chẳng hạn các thuộc tính của đất hỗ trợ hay hạn chế các hoạt động và sử dụng như thế nào. Khoa học phân loại đất được chấp nhận trên phạm vi quốc tế cho phép liên hệ thống nhất các đặc trưng của đất với các chức năng của nó. Các kết quả thu được từ bản đồ địa hình quốc gia và quốc tế đã cung cấp cho những nhà chuyên môn sự hiểu biết thống nhất trong các chức năng ở thang độ phong cảnh. Các chức năng phong cảnh mà các nhà khoa học đất kêu gọi sự chú ý dường như rơi vào một trong sáu lĩnh vực sau :
- Xử lý các chất thải trên cơ sở đất
  - Các hệ thống tự hoại
  - Phân bón hữu cơ
  - Các chất rắn sinh học đô thị
  - Chế biến chất thải từ thức ăn và có sợi
- Nhận dạng và bảo vệ các khu vực nguy cấp về môi trường
  - Các loại đất nhạy cảm và không ổn định
  - Đất ngập lụt
  - Các địa thế duy nhất hỗ trợ môi trường sống có giá trị và sự đa dạng hệ sinh thái
- Quản lý hiệu suất tối ưu trong sử dụng đất
  - Lâm học
  - Nông học
    - Quản lý chất dinh dưỡng
    - Quản lý nước

  - Thực vật tự nhiên
  - Đồng cỏ
- Quản lý chất lượng nước tối ưu
  - Quản lý nước bề mặt
  - Kiểm soát trầm tích và xói mòn
- Sửa chữa và phục hồi các loại đất đã bị hư hại
  - Phục hồi đất đã khai thác quặng
  - Lụt lội và hư hại lớn
  - Ô nhiễm
- Duy trì các sử dụng mong muốn
  - Bảo tồn đất

Còn có các ứng dụng thực tế khác của khoa học đất mà dường như không rõ ràng từ quan điểm của việc lập các bản đồ địa hình.
- Xác định niên đại bằng phóng xạ: đặc biệt các kiến thức của thổ nhưỡng học khu vực được sử dụng để xác định các hoạt động trước đây trong khu vực.
  - Tầng khảo cổ: ở đó các quá trình hình thành đất và các đặc tính bảo tồn có thể cung cấp thông tin cho nghiên cứu về các vị trí khảo cổ.
  - Hiện tượng địa chất
    - Lở đất
    - Các đứt gãy động đất
- Thay đổi đất để thực hiện các sử dụng mới
  - Thủy tinh hóa đối với các chất thải phóng xạ
  - Làm giàu vi khuẩn trong đất để làm giảm các chất ô nhiễm (xử lý sinh học).
  - Cô lập cacbon

### Các lĩnh vực nghiên cứu của khoa học đất
- Thổ nhưỡng học
  - Nguồn gốc đất
  - Hình thái học đất
    - Vi hình thái học đất

  - Phân loại đất
- Vật lý học đất
- Cơ học và kỹ thuật đất
- Khoáng vật học đất
- Hóa học đất
- Hóa sinh học đất
- Vi sinh học đất
- Sinh học thổ nhưỡng

### Các lĩnh vực ứng dụng của khoa học đất
- Bản đồ địa hình
- Quản lý đất đai
- Các phương pháp tiêu chuẩn trong phân tích
- Độ màu mỡ của đất / Quản lý và cải tạo độ màu mỡ
- Các nghiên cứu hệ sinh thái
- Thay đổi khí hậu
- Các nghiên cứu về lưu vực và đất ngập lụt

### Các ngành khoa học liên quan
- Nông nghiệp học
  - Nông học
  - Quản lý thủy lợi
- Nhân loại học
  - Tầng khảo cổ
- Môi trường học
  - Sinh thái học phong cảnh
- Địa chất học
  - Hóa địa chất sinh học
  - Vi sinh học địa chất
  - Địa mạo học
- Thủy học
  - Địa chất thủy văn
- Quản lý chất thải
- Khoa học đất ngập lụt

## Các bài liên quan
- IUSS
- IECA